# グルーパープロダクション
株式会社グルーパープロダクションは、かつて存在した日本のアニメ制作会社。

## 概要・沿革
旧虫プロダクションの制作出身の波多野恒正と旧虫プロ出身で同プロ退社後、マッドハウスに在籍した演出家の波多正美がサンリオ映画部スタッフを経て同部解散後の1986年に設立。社名は創業者である波多野と波多が魚類のハタの英名である「グルーパー」（Grouper）から名付けた。
設立前の経緯から『ハローキティ』・『けろけろけろっぴ』・『キキとララ』などの“サンリオキャラクター”を起用したアニメ作品を主に手掛けた他、『妖精ディック』・『行け!稲中卓球部』などといったテレビアニメの実制作も担当した。本社は1995年12月時点で東京都世田谷区三軒茶屋2丁目14番10号に所在したビル内（「ローヤルマンション三軒茶屋」。ビル自体は現存。）に所在していた。
1996年頃に解散。演出の波多はフリーランスを経て再びマッドハウスに戻っている。

## 作品履歴

### テレビアニメ
| 開始年 | 放送期間  | タイトル         | 監督              | 備考                                 |
| ------ | --------- | ---------------- | ----------------- | ------------------------------------ |
| 1991年 | 4月 - 9月 | おてんきボーイズ | 波多正美 石川康夫 | 『ひらけ!ポンキッキ』内で放送        |
| 1995年 | 4月 - 9月 | 行け!稲中卓球部  | 波多正美          | アニメーション制作協力：スタジオ雲雀 |

### 劇場アニメ
| 公開年 | タイトル                                     | 監督                    |
| ------ | -------------------------------------------- | ----------------------- |
| 1986年 | スーパーマリオブラザーズ ピーチ姫救出大作戦! | 波多正美                |
| 1989年 | キキとララの青い鳥                           | 波多正美                |
| 1991年 | けろけろけろっぴの三銃士                     | 波多正美                |
| 1991年 | ハローキティの魔法の森のお姫さま             | 波多正美（総） 鹿島典夫 |
| 1991年 | たあ坊の竜宮星大探検                         | 波多正美                |

### OVA
| 発売年 | タイトル                   | 監督     | 備考                                                  |
| ------ | -------------------------- | -------- | ----------------------------------------------------- |
| 1991年 | フォックスウッドものがたり | 遠藤政治 | -1992年、製作：丸紅・日本コロムビア、企画・制作：瑞鷹 |
| 1993年 | あなたが振り返るとき       | 花井愛子 |                                                       |

### 制作協力
| 年     | タイトル                                    | 制作元請                      | 備考                            |
| ------ | ------------------------------------------- | ----------------------------- | ------------------------------- |
| 1992年 | 妖精ディック                                | 丸紅、瑞鷹                    | 制作協力                        |
| 1994年 | D・N・A² 〜何処かで失くしたあいつのアイツ〜 | マッドハウス スタジオディーン | 各話制作協力（担当話数：第7話） |

## 主な在籍者
- 波多野恒正（代表取締役社長・制作）
- 波多正美（役員・演出）
- 赤堀幹治（作画監督）
- 松山まや（作画監督・キャラクター設計）
- 阿部行夫（美術設定）